# Ferdinand Marian
Ferdinand Marian, född 14 augusti 1902 i Wien i Österrike-Ungern, död 7 augusti 1946 i Freising i Bayern i en bilolycka, var en österrikisk skådespelare. Marian som medverkade i ett 20-tal filmer gjorde huvudrollen i en av Nazitysklands mest omdebatterade propagandafilmer, Jud Süss, i regi av Veit Harlan. Han porträtterar Joseph Süß Oppenheimer, en judisk bankir och rådgivare verksam i Württemberg under 1700-talet som dömdes till döden 1738. Filmen ses i och med sina hatiska nidporträtt av judar som en av de mest antisemitiska filmer som producerats.

## Filmografi (i urval)
- 1933 – Tunneln
- 1937 – Madame Bovary
- 1940 – Jud Süss
- 1941 – Ohm Krüger
- 1943 – Münchhausen
- 1943 – Det gåtfulla leendet
- 1945 – Freunde